# Guebala
Guebala est un canton du Cameroun situé dans la commune de Kousséri, le département du Logone-et-Chari et la Région de l'Extrême-Nord, au sud-est du lac Tchad, à la frontière avec le Tchad. Il comprend principalement deux villages, Ardébé-Ngabdjam et Djoumbalbou.

## Population
Lors du recensement de 2005, 952 personnes ont été dénombrées dans le canton.